# Wąskie przejście
Wąskie przejście – Międzynarodowe Prawo Drogi Morskiej nie wyjaśnia jednoznacznie co należy rozumieć pod pojęciem wąskiego przejścia, nie ma też określonego miernika szerokości, który klasyfikowałby dane przejście jako wąskie. Dlatego za ogólną definicję przyjęto sformułowanie, które określa wszystkie morskie akweny, na których nawigacja jest ograniczona z powodu braku swobodnego wyboru drogi i konieczności przestrzegania określonych zasad bezpieczeństwa ruchu (zazwyczaj prawostronnego).
Do akwenów uznanych jako (wąskie przejście) należą:
- rzeki
- kanały
- fiordy
- wejścia portowe
- oznakowane tory wodne, na których można bezpiecznie nawigować tylko w granicach tych torów.

Natomiast do wąskich przejść nie można zaliczyć:
- wód oznaczonych wyłączne z jednej strony pławą zwrotną, a z drugiej strony rozciągający się bez ograniczeń
- zalecanych dróg morskich które prowadzą pomiędzy dwiema pławami, jeżeli statki mogą bezpiecznie przechodzić poza nimi